# Gnöstasjön
Gnöstasjön är en sjö i Eksjö kommun och Vimmerby kommun i Småland och ingår i Emåns huvudavrinningsområde. Sjön är 6,7 meter djup, har en yta på 0,0898 kvadratkilometer och är belägen 149,4 meter över havet. Sjön avvattnas av vattendraget Silverån. Vid provfiske har abborre, braxen, gädda och mört fångats i sjön.

## Delavrinningsområde
Gnöstasjön ingår i det delavrinningsområde (639506-147931) som SMHI kallar för Inloppet i Rösjön. Avrinningsområdets medelhöjd är 187 meter över havet och ytan är 12,3 kvadratkilometer. Räknas de 2 delavrinningsområdena uppströms in blir den ackumulerade arean 87,88 kvadratkilometer. Silverån som avvattnar avrinningsområdet har biflödesordning 3, vilket innebär att vattnet flödar genom totalt 3 vattendrag innan det når havet efter 149 kilometer. Delavrinningsområdet består mestadels av skog (91 procent). Avrinningsområdet har 0,09 kvadratkilometer vattenytor vilket ger det en sjöprocent på 0,7 procent.